# Calumma parsonii
Calumma parsonii este o specie de cameleoni din genul Calumma, familia Chamaeleonidae, descrisă de Georges Cuvier în anul 1824. A fost clasificată de IUCN ca specie cu risc scăzut.

## Subspecii
Această specie cuprinde următoarele subspecii:
- C. p. cristiferum
- C. p. parsonsi